# Nilea monochaeta
Nilea monochaeta är en tvåvingeart som beskrevs av Louis-Paul Mesnil 1952. Nilea monochaeta ingår i släktet Nilea och familjen parasitflugor. Inga underarter finns listade i Catalogue of Life.